# Isabel Helena de Vieregg
Isabel Helena de Vieregg (em dinamarquês: Elisabeth Helene von Vieregg; 4 de maio de 1679 - 27 de junho de 1704) foi uma nobre alemã que se mudou para a Dinamarca quando o seu pai se tornou embaixador em Copenhaga. Foi a amante real e depois esposa morganática em bigamia do rei Frederico IV.

## Biografia
Isabel Helena de Vieregg era filha de Adam Otto von Vieregg til Weitendorff, um nobre de Mecklemburgo e ministro da Prússia que, entre 1698 e 1706, foi embaixador prussiano em Copenhaga, na Dinamarca e de Anna Helene von Wolffersdorff. Isabel era dama-de-companhia da princesa Sofia Edviges da Dinamarca e começou uma relação com o irmão dela, Frederico, que se tornou rei nomesmo ano (1699).
A relação foi inicialmente mantida em segredo, mas veio a público quando em 1701 ficou conhecida uma carta do seu pai na qual ele defendia a relação. A 6 de Setembro de 1703, Isabel recebeu a propriedade de Antvorskov e o título de condessa de Antvorskov, tendo-se casado em segredo com Frederico no mesmo ano. O rei, que era já casado com a duquesa Luísa de Mecklemburgo-Güstrow, cometeu assim bigamia, contudo a igreja não o impediu de fazer, visto havia registos de patriarcas hebraicos que tinham cometido poligamia na bíblia. Isabel deu à luz um filho, Frederico Gyldenløve, e morreu durante o parto. Recebeu um funeral público pomposo organizado por Frederico. Após a sua morte seria substituída na posição de amante real por outra dama-de-companhia, Charlotte Helene von Schindel.

## Descendência
- Frederico Gyldenløve (8 de Junho de 1704 - 9 de Março de 1705)